# Komuna e Progërit
Komuna e Progërit är en kommun i Albanien.   Den ligger i prefekturen Qarku i Korçës, i den östra delen av landet, 120 km sydost om huvudstaden Tirana.
Trakten runt Komuna e Progërit består till största delen av jordbruksmark.  Runt Komuna e Progërit är det ganska tätbefolkat, med 80 invånare per kvadratkilometer.